# ロトルア
座標: 南緯38度07分 東経176度19分 / 南緯38.117度 東経176.317度
ロトルア（英語: Rotorua、マオリ語: Rotorua-nui-a-Kahu）は、ニュージーランド北島のベイ・オブ・プレンティ地区にある都市。ロトルア湖の南岸に位置し、ロトルア・ディストリクト地方政府の一部に含まれる。人口は2006年の国勢調査によれば6万5901人である。

## 概要
ロトルアは温泉で有名な観光地である。地熱活動が活発で、多くの間欠泉があり、ワカレワレワ（Whakarewarewa）のポフツ間欠泉（Pohutu geyser）は有名である。ロトルアカルデラ（Rotorua Caldera）に由来する熱い泥池が市内各所にある。
ロトルアはタウランガの60km南、ハミルトンの105km南東、タウポの82km北東にある。ロトルア・ディストリクトはベイ・オブ・プレンティ地区（61.52%）とワイカト地区（38.48%）の面積比で分かれて属している。

## 交通
ロトルアは北へはステートハイウェイ5号線、東へは33号線、西へは30号線、南へは5号線でつながっている。タウランガへ向かう通過交通は、ノンゴタハ（Ngongotaha）、カハロア（Kaharoa）、パイズ・パ（Pyes Pa）を経由する新しく完成したステートハイウェイ36号線が便利。
ロトルア地方空港（Rotorua Regional Airport）からターボプロップ機による運航がオークランド国際空港とウェリントン国際空港、クライストチャーチ国際空港との間で行われている。滑走路を延長してシドニー線を運航する試みが数年行われたが、2015年に休止となった。
鉄道はプタルル（Putaruru）から南へ延びる支線で鉄道網と結ばれているが、旅客輸送は行われていない。

## 歴史

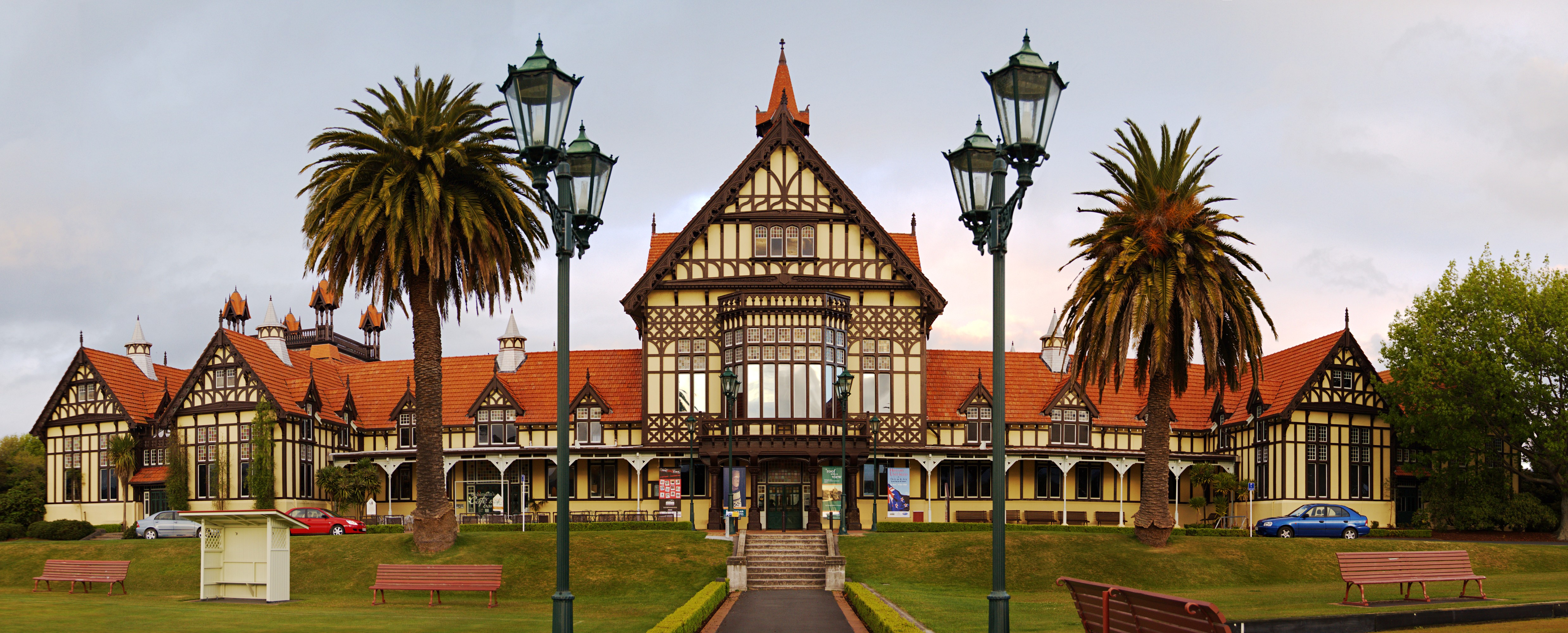
今日のロトルア博物館

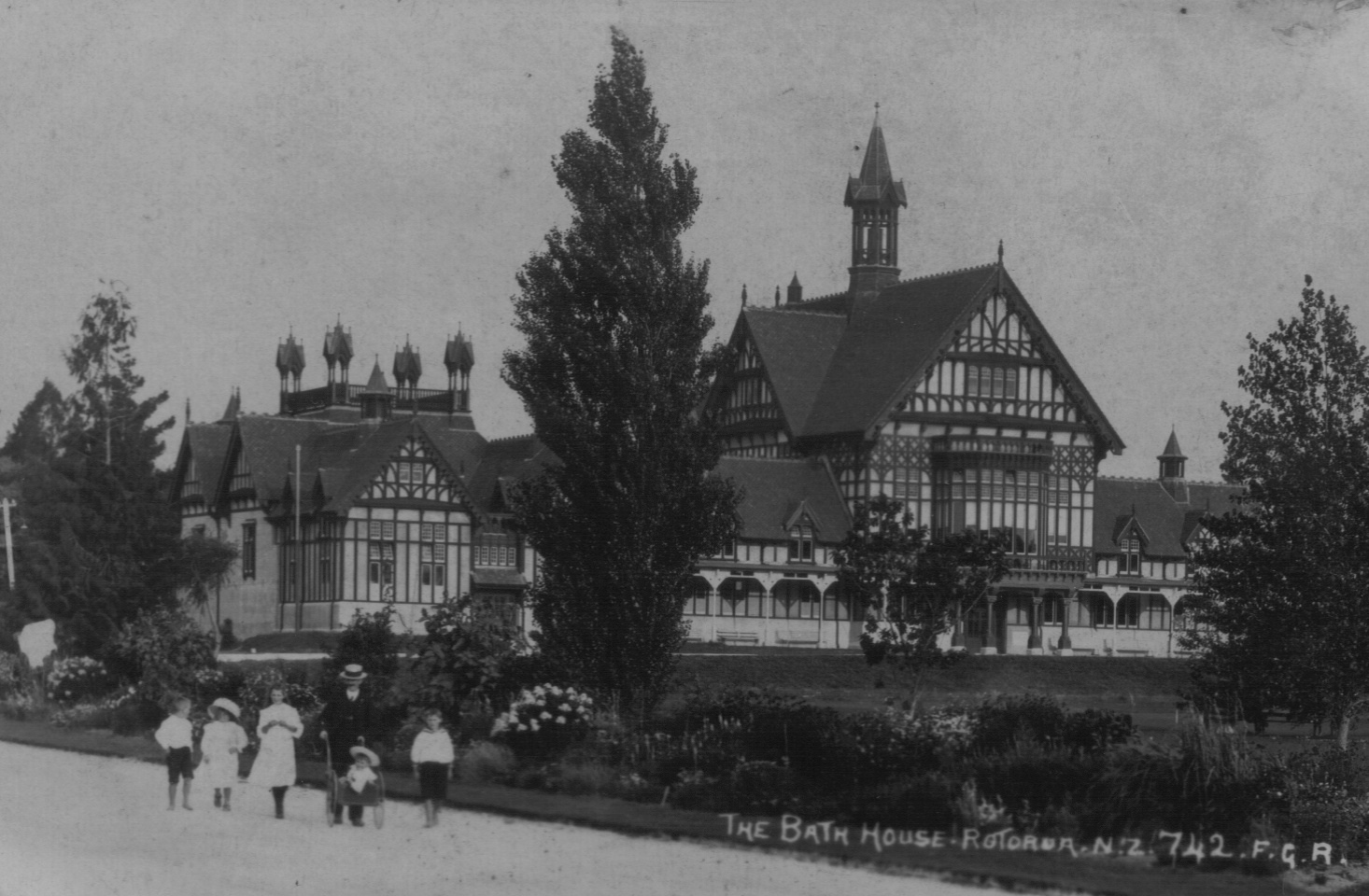
ロトルア博物館の建物がかつて浴場として使われていた頃

ロトルアという言葉はマオリ語のTe Rotorua-nui-a-Kahumatamomoeから来ている。rotoは湖、ruaは2番目のという意味で、ロトルアという言葉は2番目の湖という意味になる。Kahumatamomoeは、マオリ族のテ・アラワ部族（Te Arawa）の先祖の探検者、酋長イヘンガ（Ihenga）のおじである。湖は、イヘンガが発見した2番目の大きな湖で、彼はこれをおじに捧げた。
この地域には当初マオリ族のテ・アラワ部族が居住した。この地域にやってきた最初のヨーロッパ人はおそらくフィリップ・タプセル（Phillip Tapsell）で、ベイ・オブ・プレンティ地区の海岸のマケトゥ（Maketu）から1828年以来取引を行っていた。彼は後にテ・アラワ部族に婿入りし、彼らに高く尊重された。宣教師のヘンリー・ウィリアムズ（Henry Williams）とトーマス・チャップマン（Thomas Chapman）は1831年にこの地を訪れ、チャップマンとその妻はテ・コウト（Te Kouto）に1835年に教会を設置した。これは年内に廃止されたが、チャップマンは1838年に戻りマコイア島（Mokoia Island）に2番目の教会を設置した。
湖岸は1860年代のニュージーランド戦争（New Zealand land wars）に際して重要な戦いの場となった。1883年には"特別街区"（special town district）がロトルアの温泉地としての可能性のために設置された。1894年、町はロトルア支線の開通によってオークランドと結ばれ、ロトルア・エクスプレス（Rotorua Express）の運行が始められた。これにより町は急速に発展し、観光地となっていった。1922年、ロトルアはボロー（borough）となり、1962年に市に昇格し、1979年に地区（district）になった。

## 気候
| 月                                      | 1月  | 2月  | 3月  | 4月  | 5月  | 6月  | 7月  | 8月 | 9月  | 10月 | 11月 | 12月 | 年間  |
| --------------------------------------- | ---- | ---- | ---- | ---- | ---- | ---- | ---- | --- | ---- | ---- | ---- | ---- | ----- |
| 平均最高気温 (℃)                        | 23   | 23   | 21.1 | 18.3 | 15.1 | 12.6 | 12.1 | 13  | 14.7 | 16.7 | 19   | 20.9 | 17.5  |
| 平均最低気温 (°C)                       | 12.7 | 12.9 | 11.6 | 8.8  | 5.9  | 4.2  | 3.1  | 4.4 | 6    | 7.9  | 9.6  | 11.3 | 8.2   |
| 降水量 mm                               | 99   | 101  | 115  | 112  | 104  | 134  | 130  | 148 | 119  | 122  | 102  | 115  | 1,401 |
| 出典: NIWA Climate Data 1971年 - 2000年 |      |      |      |      |      |      |      |     |      |      |      |      |       |

## 観光

### 地熱地帯

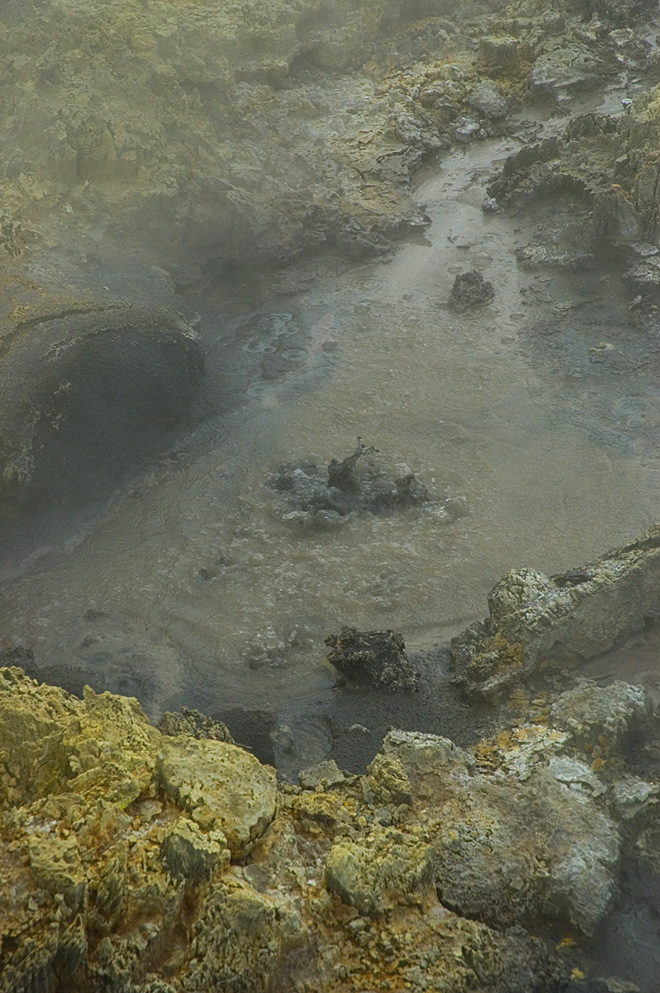
泥池「ティキテレ」（Tikitere、"Hell's Gate"）

地熱活動はロトルアにおける観光の目玉である。間欠泉や泡を吹き出している熱泥池、温泉、そして1886年のタラウェラ山（Mt. Tarawera）の噴火で埋まったテ・ワイロア村（Te Wairoa）が市内から近い。
中心市街の西の外れにあるクイラウ公園（Kuirau Park）も注目に値する。園内あちこちに熱泥池が点在しており、現実離れした空気を醸し出している。暖かい池に足を浸してみることもできる。
ロトルアは、上述のような地熱活動により、サルファー・シティ（Sulphur City、硫黄の町）とも呼ばれている。硫黄は、訪問者の記憶に残るロトルア独特の匂いを醸し出している。
市の東のテ・ナエ地区の特にツンとくるような匂いは、ガバメント・ガーデンズの南側隣に位置するサルファー・ポイントと呼ばれる濃い硫黄の堆積物から来ている。

### 湖
ロトルア地区には17の湖があり、夏には釣り、水上スキー、水泳などの水辺や水上の活動が盛んである。大きなイベントの開催地でもあり、2007年には世界水上スキー選手権大会を開催した。ロトルア湖は水上機の発着地としても使われている。

### その他の活動

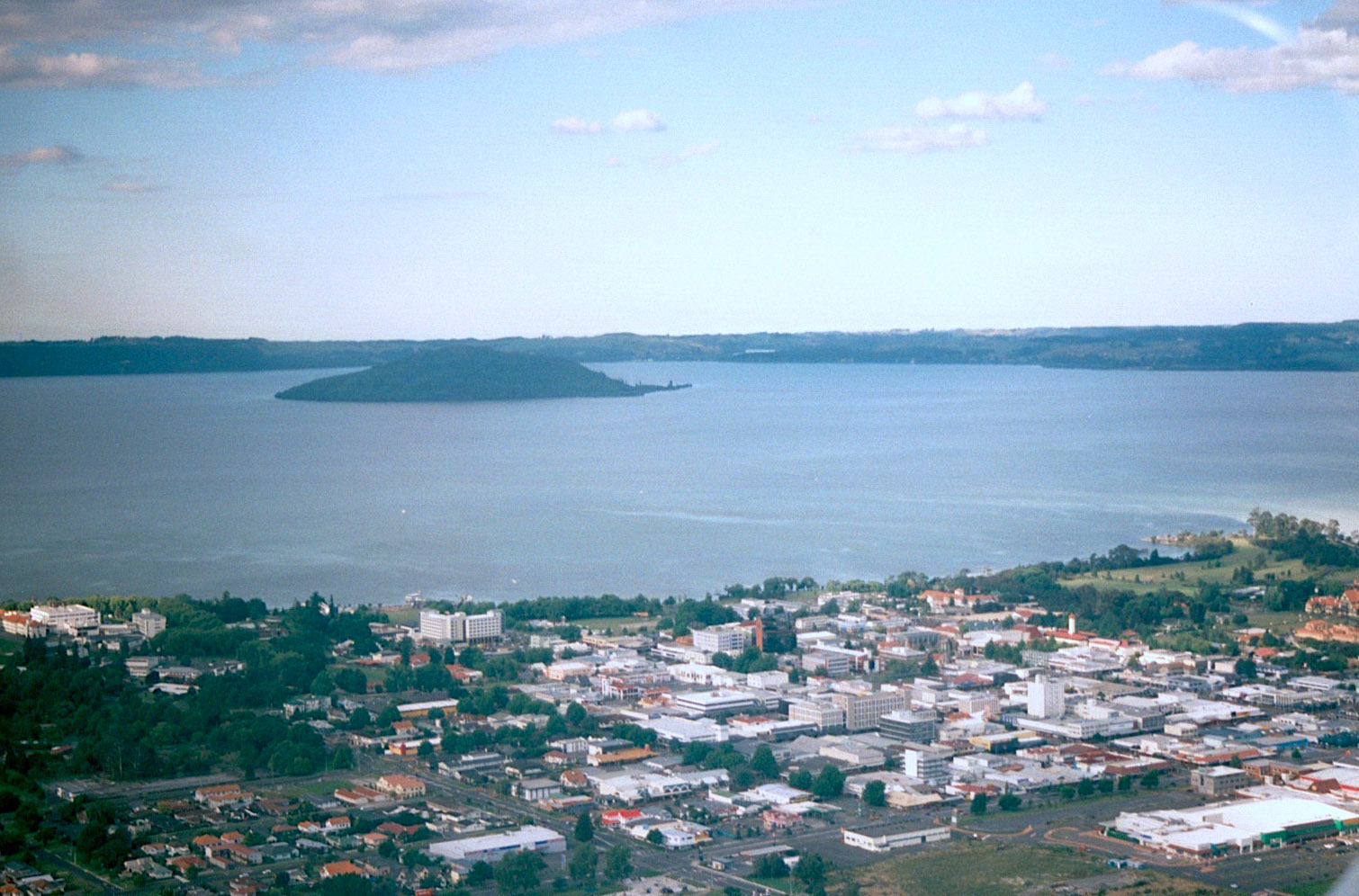
ロトルア市街、ロトルア湖とマコイア島

ロトルアは植物園や興味深い歴史的建造物でも知られる。19世紀から温泉の町、観光の町として知られてきたため、ロトルアの多くの建物がその歴史をしのばせるものになっている。市街東外れの湖岸近くにあるガバメント・ガーデンズは特筆すべきものである。

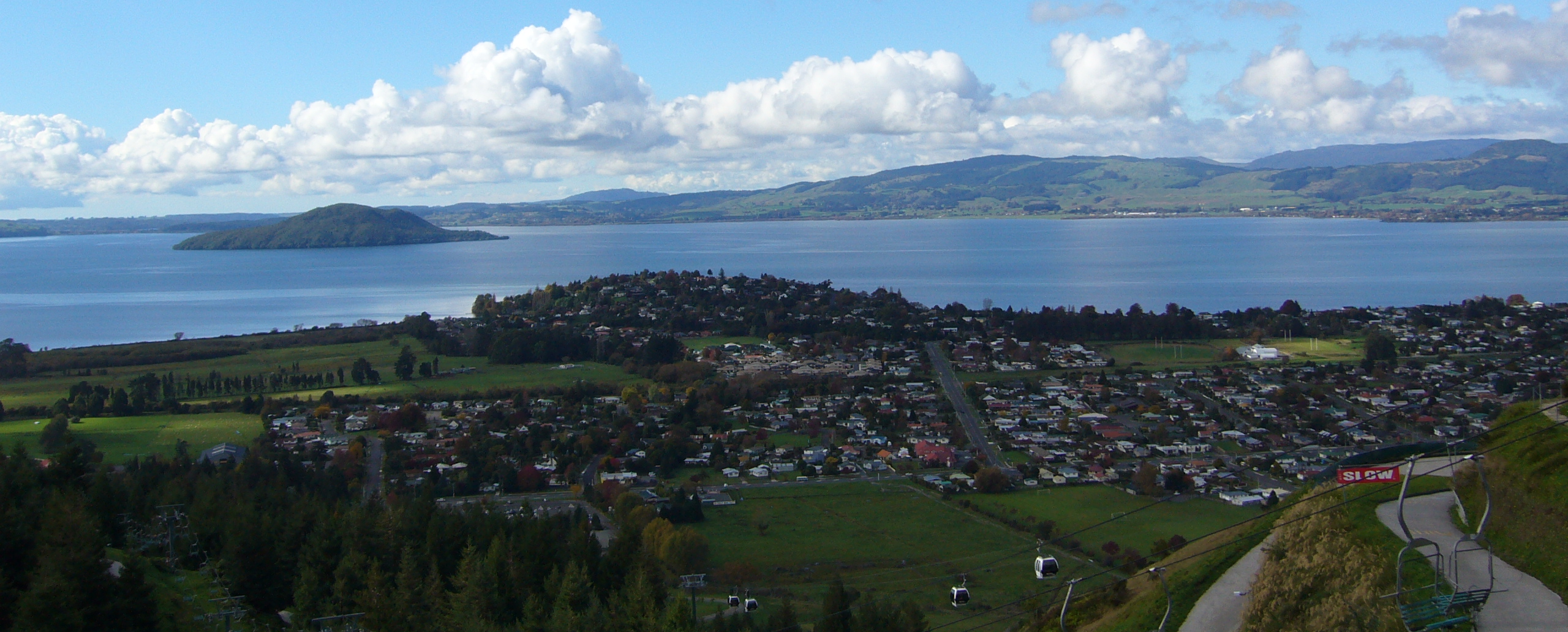
ロトルア北部、ロトルア湖とマコイア島

ロトルアのもう1つの魅力としてマウンテンバイクの活動がある。ワカレワレワ（レッドウッズ Redwoods としても知られる）の森は「マウンテンバイクのディズニーランド」と形容され、ニュージーランドでも最良のマウンテンバイクコースである。2006年8月には世界自転車選手権マウンテンバイクが開催されている。

## 著名人

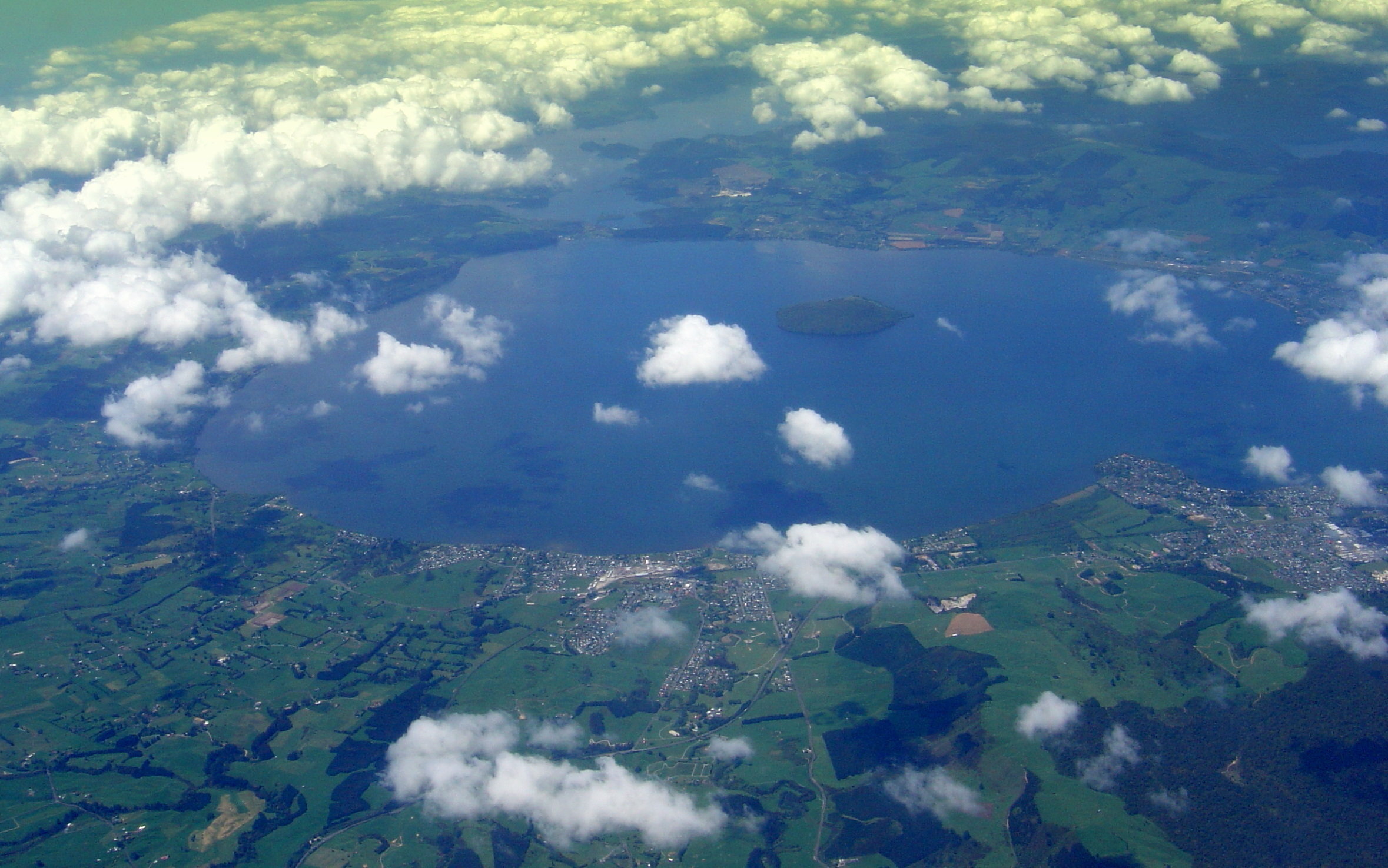
飛行機から眺めた市街地と湖

- バレリー・アダムス  (Valerie Adams)   -   砲丸投選手
- ジーン・バテン - 有名な女性パイロット
- スーザン・デボイ（Susan Devoy） - スカッシュ選手
- アラン・ダフ（Alan Duff） - 小説家、新聞コラムニスト
- ビーバン・ハリ（Bevan Hari） - フィールドホッケー選手
- タメ・イティ（Tame Iti） - マオリ族の活動家
- デービッド・コスーフ（David Kosoof） - フィールドホッケー選手
- エリザベス・マーベリー（Elizabeth Marvelly） - ソプラノ歌手
- ハワード・モリソン（Sir Howard Morrison） - エンターテイナー
- テムエラ・モリソン - 俳優
- クリストファー・パーキンス（Christopher Perkins） - 芸術家
- ウェイン・シェルフォード（Wayne Shelford） - ラグビー選手
- ミリアマ・スミス（Miriama Smith） - 女優
- ピーター・タプセル（Peter Tapsell） - マオリ族出身の初のニュージーランド議会議長
- クリフ・カーティス - 俳優
- マイケル・バーカー（Michael Barker (drummer)）- ドラマー
- ライアム・メッサム（Liam Messam） - ラグビー選手
- ジュリアン・ディーン（Julian Dean） - ロードレース選手
- スティーブン・アダムス（Steven Adams）‐バスケットボール選手

## 姉妹都市
ロトルアは4都市と姉妹都市提携している。
- アメリカ合衆国 オレゴン州クラマスフォールズ）[6]
- 日本 大分県別府市
- オーストラリア ニューサウスウェールズ州レイク・マッコリー（Lake Macquarie）
- 中国 江蘇省蘇州市

## テレビ
ロトルアではプケポト送信所（Pukepoto）からのテレビ放送を受信できる。以下のような周波数となっている。
| テレビ周波数         | テレビ周波数 | テレビ周波数 | テレビ周波数  | テレビ周波数 |
| 放送局名             | チャンネル   | 偏波         | 周波数（MHz） | バンド       |
| -------------------- | ------------ | ------------ | ------------- | ------------ |
| TV One               | 5            | 水平         | 182.25        | VHF          |
| TV2                  | 7            | 水平         | 196.25        | VHF          |
| C4                   | 9            | 水平         | 210.25        | VHF          |
| TV3                  | 11           | 水平         | 224.25        | VHF          |
| iTV Live             | 29           | 垂直         | 535.25        | UHF          |
| Prime                | 33           | 垂直         | 567.25        | UHF          |
| TAB Trackside        | 47           | 垂直         | 679.25        | UHF          |
| マオリ・テレビジョン | 51           | 垂直         | 711.25        | UHF          |
| TV Rotorua           | 59           | 垂直         | 775.25        | UHF          |